# Kerala
Kerala, tên trong tiếng Malayalam là Keralam (tiếng Malayalam: കേരളം, phát âm tiếng Malayalam: [keːɾɐɭɐm]) là một bang thuộc miền Nam Ấn Độ. Bang được thành lập ngày 1 tháng 11 năm 1956 theo Đạo luật Tái tổ chức Bang, theo đó những vùng nói tiếng Malayalam tập hợp thành bang Kerala. Kerala rộng hơn 38.863 km², tiếp giáp bang Karnataka về phía bắc và đông bắc, bang Tamil Nadu về phía đông và nam, và biển Laccadive về phía tây. Theo thống kê năm 2011, Kerala có 33.387.677 dân, là bang đông dân thứ mười ba tại nước này. Bang được chia làm 14 huyện, trong đó có thủ phủ Thiruvananthapuram. Tiếng Malayalam là ngôn ngữ phổ biến nhất và cũng là ngôn ngữ chính thức của bang.
Từ khoảng năm 3000 trước Công nguyên, vùng đất Kerala đã nổi tiếng là nơi buôn bán gia vị sầm uất. Trong giai đoạn từ thế kỉ 3 trước Công nguyên cho đến thế kỉ 12 sau Công nguyên, Kerala thuộc Chera, một vương quốc quan trọng ở miền Nam Ấn Độ và thường có xung đột với các nước láng giềng Chola và Pandya. Đến thế kỉ 15, người Bồ Đào Nha đã đặt chân đến Kerala với mục đích tìm kiếm các loại gia vị được người châu Âu ưa chuộng, từ đó dẫn đến việc vùng đất Kerala và sau này là cả Ấn Độ trở thành thuộc địa của thực dân châu Âu. Đến khi Ấn Độ giành được độc lập năm 1949, vương quốc Travancore và thành phố Cochin gia nhập Cộng hòa Ấn Độ, Travancore-Cochin trở thành một bang năm 1949. Năm 1956, bang Kerala chính thức được thành lập bằng cách kết hợp phần lớn bang Travancore-Cochin cũ với huyện Malabar và huyện Kasaragod.
Trong các bang của Ấn Độ, Kerala nổi bật về mặt nhân khẩu với một số đặc điểm sau: chỉ số phát triển con người (HDI) cao nhất, đạt 0,790 năm 2011 (so với mức trung bình cả nước 0,513); tỷ lệ biết chữ cao nhất, 93,91% năm 2011 (trung bình cả nước là 74,04%); tuổi thọ trung bình cao nhất, 77 tuổi năm 2004 (trung bình cả nước là 63,5 tuổi); và tỷ lệ giới tính nữ trên nam cao nhất, 1084 nữ trên 1000 nam năm 2011 (trung bình cả nước là 940 nữ trên 1000 nam). Trong thập niên 1970 và 1980, kinh tế các nước Ả Rập vùng Vịnh phát triển mạnh đã thu hút một số lượng lớn người lao động Kerala di cư sang các nước này, dẫn đến hệ quả ngày nay kinh tế bang Kerala phụ thuộc vào nguồn kiều hối từ cộng đồng Kerala ở nước ngoài. Ấn Độ giáo là tôn giáo phổ biến nhất tại Kerala, bên cạnh Hồi giáo và Kitô Giáo.
Kerala là bang sản xuất hồ tiêu và cao su quan trọng của Ấn Độ. Dừa, chè, cà phê, hạt điều và các loại gia vị chiếm vai trò lớn trong nền nông nghiệp của bang cùng với hoạt động khai thác thủy sản nhờ đường bờ biển dài gần 600 km. Kerala có ngành truyền thông phát triển với các đầu báo phát hành bằng 9 thứ tiếng, chủ yếu là tiếng Anh và tiếng Malayalam. Kerala cùng là địa điểm du lịch nổi tiếng của Ấn Độ với những hồ nước, đầm phá, bãi biển đẹp, cảnh quan nhiệt đới xanh tươi và hình thức du lịch chữa bệnh Ayurveda.

## Tên gọi
Có nhiều cách giải thích khác nhau về tên gọi Kerala. Một trong số những giả thuyết phổ biến cho rằng cái tên Kerala bắt nguồn từ chữ kera (cây dừa trong tiếng Malayalam) và alam (nghĩa là đất), do vậy Kerala có nghĩa là miền đất của cây dừa. Đây cũng chính là một tên hiệu được sử dụng phổ biến ngày nay bởi dừa là loài cây mọc nhiều và quen thuộc trong đời sống của người dân tại đây.
Tên gọi Kerala lần đầu tiên được ghi nhận trong một bản khắc bằng đá từ thời hoàng đế Ashoka (274-237 trước Công nguyên). Văn bản đó nhắc đến một nhà cai trị ở địa phương bằng từ Keralaputra (có nghĩa là người con của Chera trong tiếng Phạn). Thông tin này mâu thuẫn với giả thuyết phổ biến cho rằng chữ kera bằt nguồn từ cây dừa. Một giải thích khác lại cho rằng Kerala xuất phát từ chữ hồ nước trong một ngôn ngữ cổ tổ tiên của tiếng Malayalam và tiếng Tamil ngày nay.
Tên gọi Kerala cũng xuất hiện trong tập thánh ca Rigveda của Ấn Độ cổ, cũng như trong hai bộ sử thi nổi tiếng Ramayana và Mahabharata. Tấm bản đồ Hy Lạp-La Mã Periplus Maris Erythraei gọi vùng đất này là Celobotra.

## Lịch sử

### Thời tiền sử

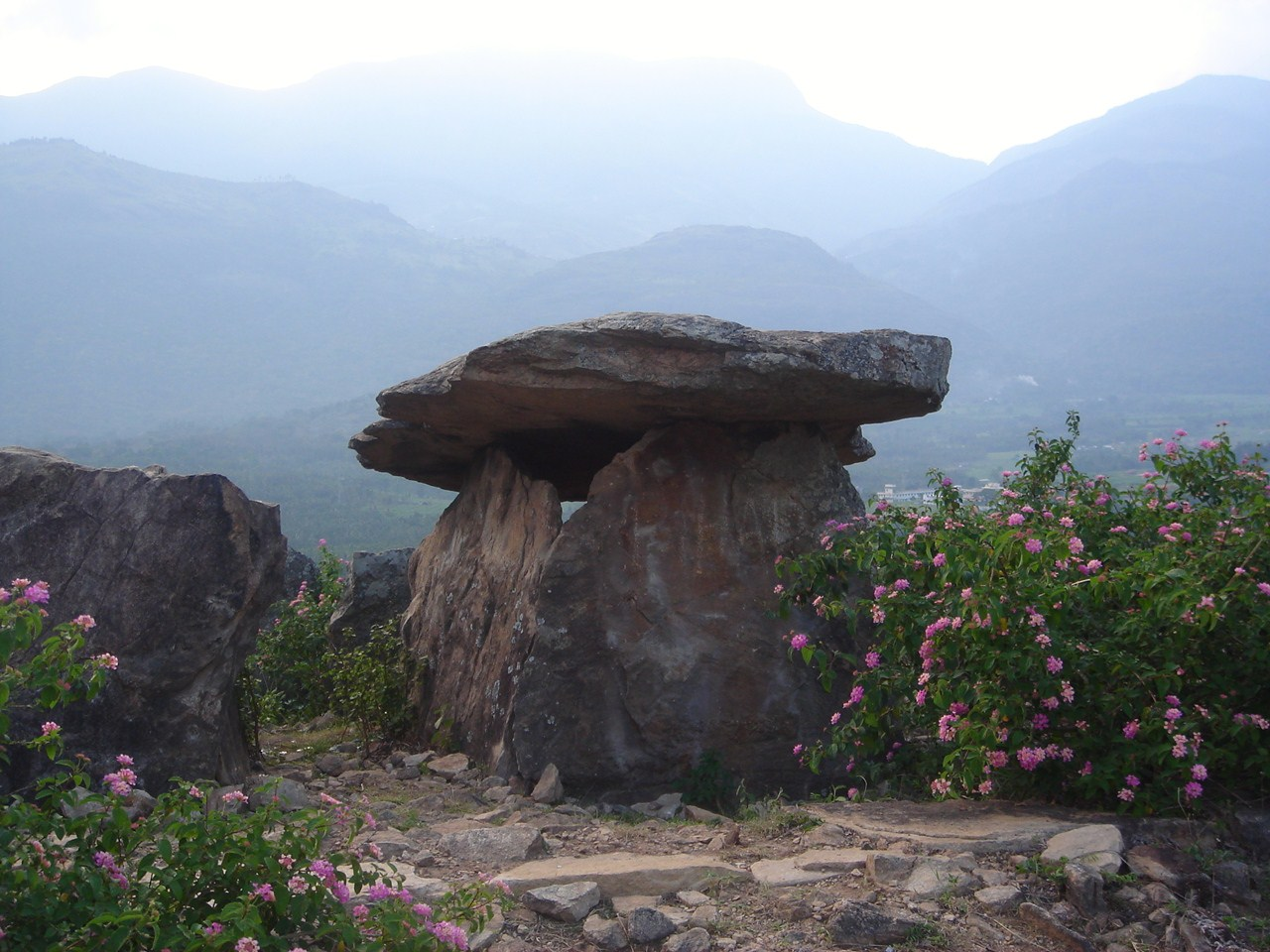
Mộ đá tại thị trấn Marayur, bang Kerala

Một phần đáng kể Kerala có thể từng nằm dưới mặt biển từ thời xa xưa, với việc những hóa thạch sinh vật biển được tìm thấy tại khu vực gần Changanacherry (miền nam Kerala) đã củng cố thêm cho giả thuyết này.
Những phát hiện khảo cổ học tại Kerala bao gồm các mộ đá của thời đồ đá mới tại Marayur, huyện Idukki mà người dân địa phương gọi chúng là "muniyara", từ này xuất phát từ muni (nhà tu hành hay nhà hiền triết) và ara (mộ đá). Bên cạnh đó, có những bảng khắc đá trong nhóm hang Edakkal, Wayanad có niên đại từ năm 6000 TCN. Các nhà khảo cổ cũng phát hiện những vùng di tích thời đồ đá giữa và đồ đá mới tại Kerala; và nghiên cứu khảo cổ học chỉ ra rằng xã hội và văn hóa Kerala đã phát triển ngay từ thời đại đồ đá cũ. Sự tiếp xúc bên ngoài đã góp phần vào sự hình thành văn hóa này; và sau thời kỳ đồ đá, có khả năng người dân Kerala đã có những tiếp xúc với văn minh lưu vực sông Ấn vào cuối thời đại đồ đồng và đầu thời đại đồ sắt.

### Thời cổ đại

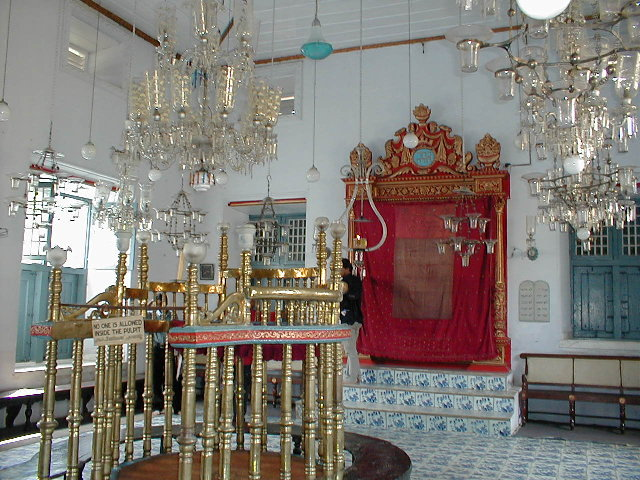
Bên trong hội đường Do Thái giáo Paradesi

Theo những ghi chép của người Sumer cổ đại, Kerala đã xuất khẩu gia vị với quy mô lớn từ năm 3000 trước Công nguyên và cho đến ngày nay, Kerala vẫn giữ được vị thế này với tên hiệu "vườn gia vị của Ấn Độ". Sự phong phú về gia vị của Kerala đã thu hút các thương nhân từ Babylon, Assyria và Ai Cập đến buôn bán từ thiên niên kỉ 3 và 2 trước Công nguyên. Vào thời hoàng đế Ashoka, vùng đất với tên gọi Keralaputra là một trong bốn vương quốc cổ đại của miền Nam Ấn Độ cùng với Chola, Pandya, và Satiyaputra. Keralaputra được coi là tên gọi khác của vương quốc Chera, vương triều lớn đầu tiên cai trị miền đất Kerala.
Vào thiên niên kỉ 1 trước Công nguyên, vùng bờ biển Kerala đóng vai trò quan trọng trong giao thương với Hy Lạp và La Mã nhờ mặt hàng gia vị, đặc biệt là hồ tiêu. Vương quốc Chera cũng duy trì các mối quan hệ thương mại với Trung Quốc, Tây Á và Ai Cập thông qua Con đường tơ lụa trên biển.
Do thương mại phát triển, nhiều thương nhân từ Tây Á và Nam Âu đã thành lập các điểm buôn bán, thậm chí định cư và kết hôn với cư dân bản địa tại Kerala. Những thương nhân này mang theo tôn giáo của họ đến Kerala, khiến vùng đất này tiếp xúc với nhiều tôn giáo nước ngoài từ rất sớm. Bang Kerala có Cheraman Juma (xây năm 629) là nhà thờ Hồi giáo đầu tiên của Ấn Độ và Paradesi (xây năm 1569) là hội đường Do Thái giáo cổ nhất còn hoạt động trong toàn khối Thịnh vượng chung Anh.

### Thời trung đại

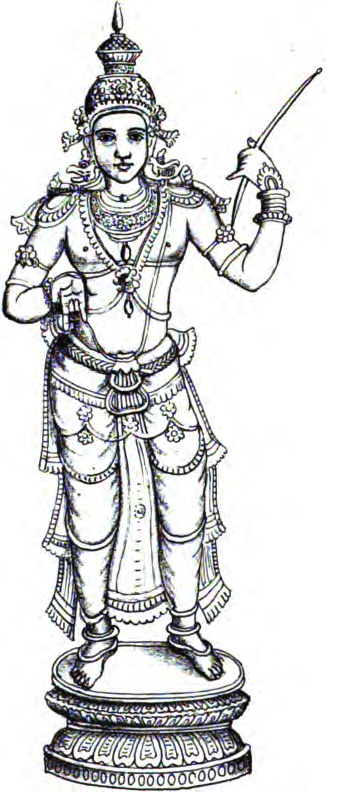
Tranh vẽ vua của triều đại Chera

Trong thời kỳ của vương quốc Chera thứ hai (800-1102), triều đại Kulasekhara cai trị một lãnh thổ bao gồm toàn bộ Kerala ngày nay và một phần của bang Tamil Nadu. Trong thời kỳ này, Kerala chứng kiến sự phát triển mạnh mẽ của nghệ thuật, văn học, thương mại và phong trào Bhakti của Ấn Độ giáo. Một điểm đáng chú ý là bắt đầu từ thế kỉ 7, bản sắc văn hóa và ngôn ngữ của người Kerala đã dần tách biệt với người Tamil. Toàn vương quốc được chia thành các tỉnh, đứng đầu là các lãnh chúa (gọi là "naduvazhi"). Mỗi tỉnh lại chia thành nhiều đơn vị nhỏ hơn gọi là "desam" và được cai trị bởi các quan ("desavazhi").
Trong thế kỉ 11, chiến tranh liên miên với vương quốc Chola láng giềng khiến ngoại thương của vương quốc suy giảm. Cũng trong thời kỳ này, Phật giáo và Kỳ na giáo chấm dứt sự tồn tại ở Kerala và cấu trúc xã hội ở đây bị chia rẽ thành các đẳng cấp. Năm 1102, vương triều Kulasekhara của Chera sụp đổ khi bị hai nước Pandya và Chola đồng loạt tiến đánh.
Sang thế kỉ 14, vua Ravi Varma Kulashekhara của vương quốc Venad tại miền nam Kerala thống nhất được miền Nam Ấn Độ trong một thời gian ngắn ngủi. Sau khi ông mất, đất nước lại tan vỡ và vùng đất Kerala bị phân thành 30 tiểu quốc đánh lẫn nhau, trong đó hùng mạnh nhất là vương quốc Samuthiri ở miền bắc, Kochi ở miền trung, và Venad ở miền nam.
Vào thế kỉ 18, vua Marthanda Varma của xứ Travancore dùng quân đội đánh dẹp và thống nhất được miền nam của bang Kerala ngày nay, rồi đạt được thỏa thuận hòa bình với người cai trị của Kochi. Tiểu vương quốc Travancore sau này sẽ nằm trong Raj thuộc Anh, trở thành tiền thân của miền nam bang Kerala ngày nay. Còn tiền thân miền bắc của Kerala là huyện Malabar thì lại nằm dưới sự cai trị trực tiếp của thực dân Anh.

### Thời thuộc địa

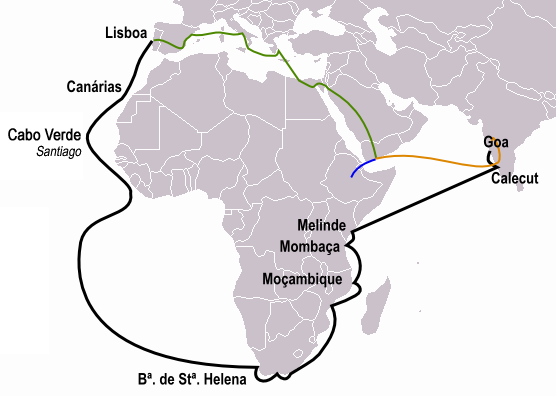
Hành trình của Vasco da Gama đến Ấn Độ

Người Ả Rập nắm độc quyền việc buôn bán gia vị giữa Ấn Độ và châu Âu trong suốt giai đoạn Trung kỳ Trung Cổ và Hậu kỳ Trung Cổ. Tuy nhiên, thế độc quyền đó dần suy yếu khi người châu Âu bước vào Thời đại Khám phá với những chuyến hải trình sang phương Đông để săn tìm gia vị, đặc biệt là hồ tiêu. Năm 1498, Vasco Da Gama cập cảng thành phố Kozhikode ở Kerala, dẫn đến sự thống lĩnh của người Bồ Đào Nha trong thương mại với phương Đông.
Ban đầu, vua của Kozhikode cho phép người Bồ Đào Nha buôn bán với cư dân địa phương và thu được những khoản lợi nhuận to lớn. Nhưng sau đó, việc Bồ Đào Nha tấn công người Ả Rập trong địa phận vương quốc đã khiến vua Kozhikode nổi giận. Do đó, Bồ Đào Nha về sau đã liên minh với vương quốc địch thủ của Kozhikode là Kochi. Năm 1505, Bồ Đào Nha chỉ định Francisco de Almeida làm phó vương Ấn Độ thuộc Bồ Đào Nha và lập thủ phủ tại Kochi thay vì Kozhikode là nơi đầu tiên họ đặt chân đến. Người Bồ Đào Nha nhanh chóng xây dựng một vài pháo đài ở Ấn Độ nhưng sau đó bị quân Kozhikode đánh bại.

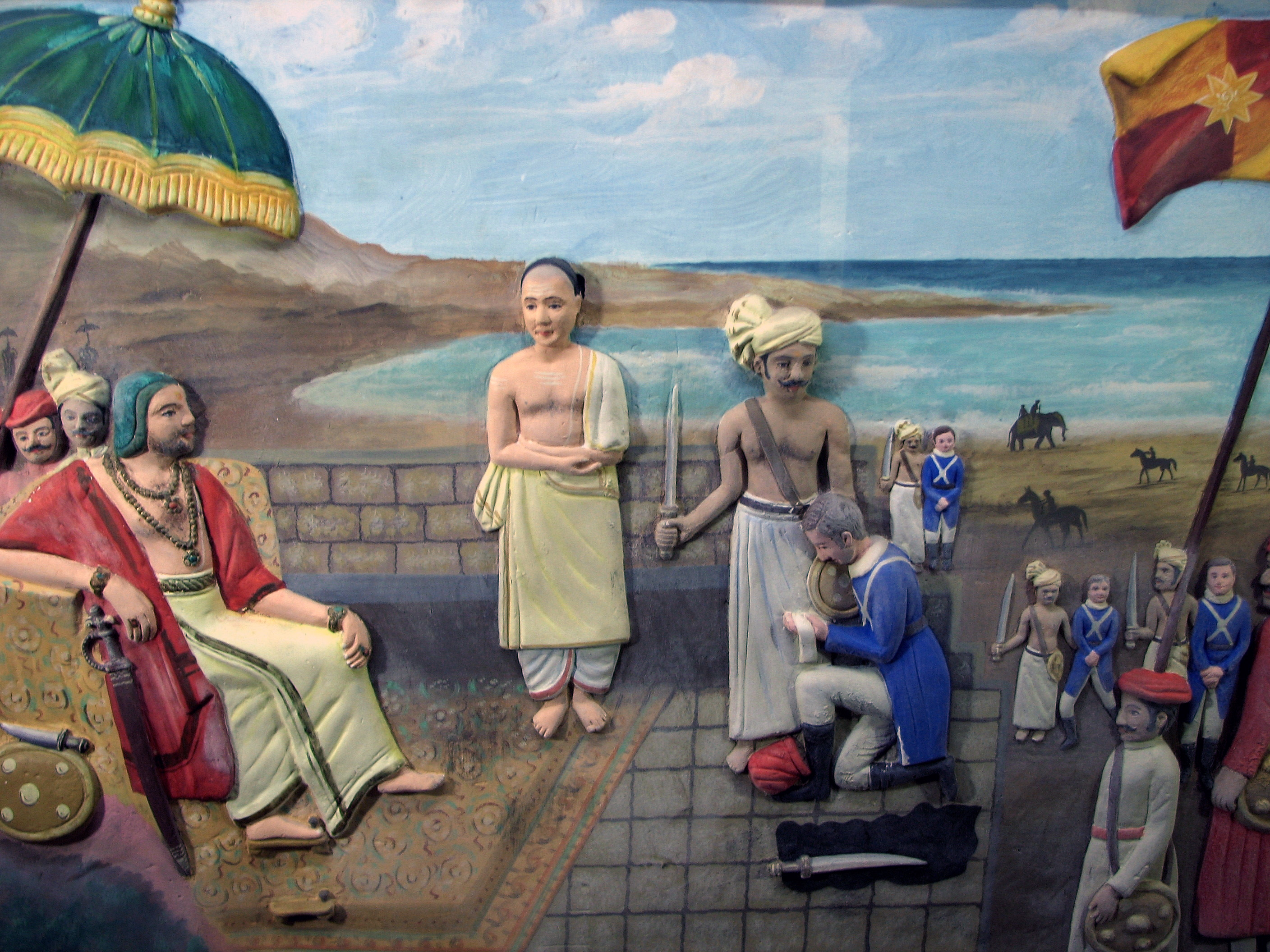
Quân Hà Lan đầu hàng vua Travancore

Lợi dụng mâu thuẫn giữa hai vương quốc Kozhikode và Kochi, Công ty Đông Ấn Hà Lan nhanh chóng hất cẳng người Bồ Đào Nha để kiểm soát thương mại tại vùng đất Kerala. Sau đó, đến lượt người Hà Lan lại mắc vào giao tranh với vua Marthanda Varma của vương quốc Travancore. Năm 1741, quân Travancore đánh bại Hà Lan trong trận Colachel và chấm dứt tham vọng thuộc địa của Hà Lan tại Ấn Độ. Nước Travancore sáp nhập các vương quốc láng giếng và vươn lên thành một thế lực mạnh tại Kerala.
Năm 1766, vua Hyder Ali của vương quốc Mysore tấn công miền bắc Kerala. Con trai và người thừa kế Mysore của ông là Tippu Sultan giao chiến với Công ty Đông Ấn Anh nhưng sau đó thất bại và phải nhượng huyện Malabar và Dakshina Kannada cho người Anh vào thập niên 1790. Công ty Đông Ấn nhanh chóng biến các tiểu vương quốc trong vùng trở thành xứ phụ thuộc: Kochi năm 1791 và Travancore năm 1795. Vào cuối thế kỉ 18, toàn bộ vùng đất Kerala nằm dưới sự cai trị của thực dân Anh hoặc trực tiếp hoặc gián tiếp qua các tiểu vương.
Đầu thế kỉ 20, tại Kerala diễn ra một số phong trào đấu tranh nổi bật. Năm 1921, cuộc nổi dậy Malabar diễn ra tại miền bắc Kerala khi người Hồi giáo Mappila chống lại người Anh và giới cai trị Ấn Độ giáo. Tại Travancore ở miền nam Kerala, phong trào đấu tranh chống bất công xã hội đã dẫn đến việc thông qua một đạo luật năm 1936, cho phép người dân của tất cả mọi đẳng cấp được bước chân vào đền thờ Hindu.

### Thời hiện đại
Sau sự chia cắt Ấn Độ thành hai nước Ấn Độ và Pakistan vào năm 1947, vương quốc Travancore và thành phố cảng Kochi cùng gia nhập Ấn Độ và được ghép thành bang Travancore-Cochin. Ngày 1 tháng 11 năm 1956, Đạo luật Tái tổ chức Bang chính thức thành lập bang Kerala bằng cách kết hợp phần lớn bang Travancore-Cochin (ngoại trừ 4 đơn vị hành chính gọi là taluk được sáp nhập vào bang Tamil Nadu) với huyện Malabar và huyện Kasaragod. Năm 1957, người dân Kerala bầu ra chính phủ do Cộng sản lãnh đạo đầu tiên tại Ấn Độ do E. M. S. Namboodiripad lãnh đạo. Chính phủ của ông sau đó tiến hành tái phân bổ đất đai và các cải cách giáo dục.

## Địa lý

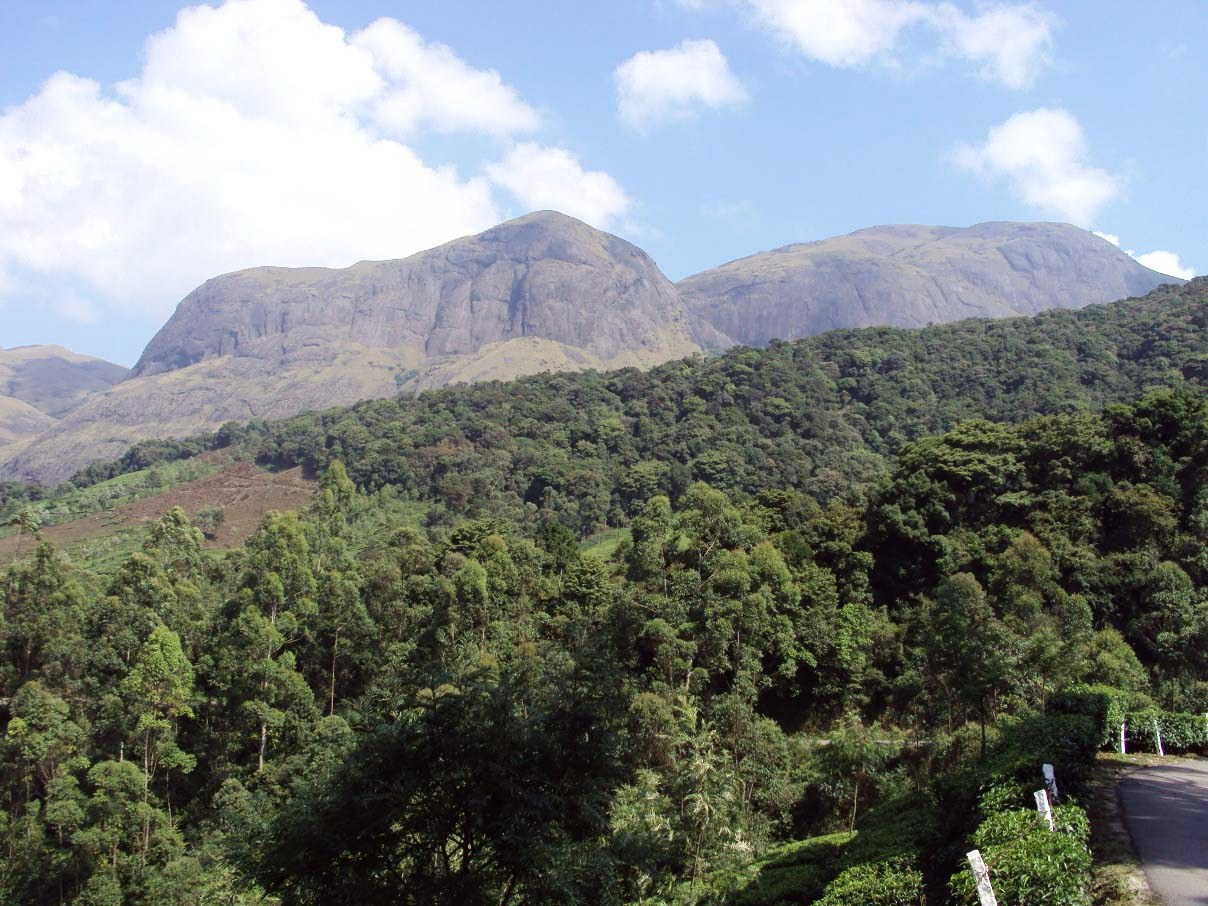
Núi Anamudi (bên phải)

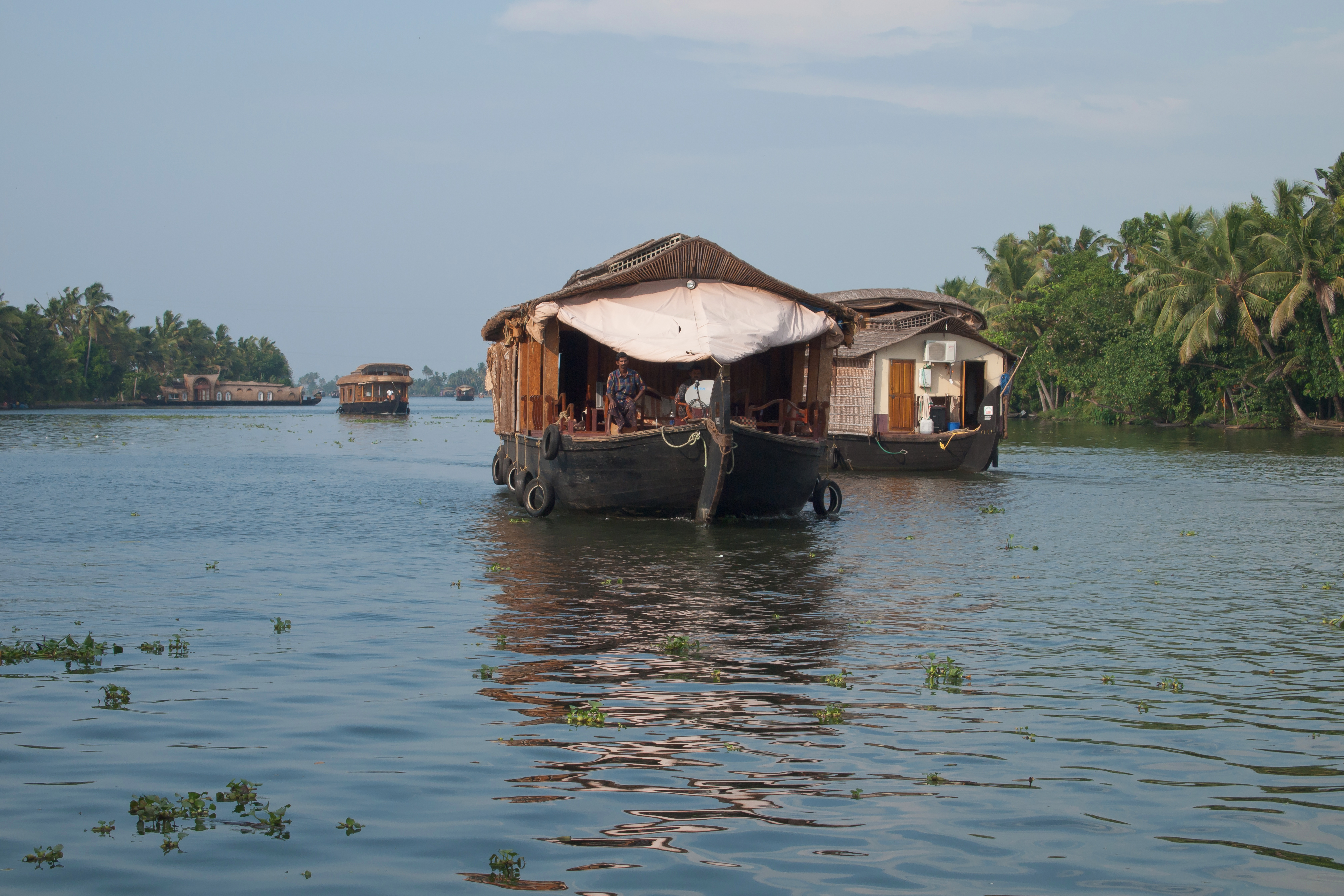
Hồ Vembanad, hồ lớn nhất Kerala

Bang Kerala nằm giữa biển Laccadive và dãy núi Ghats tây và có đường bờ biển dài 590 km. Trên bản đồ, Kerala là một dải đất hẹp nằm dọc theo bờ biển phía tây nam của Ấn Độ với bề rộng dao động từ 11 đến 121 km.
Phía đông của bang Kerala là vùng núi Ghats tây với những dãy núi cao và hiểm trở, địa hình bị chia cắt mạnh. Đây là nơi xuất phát chính của các con sông thuộc Kerala. Dãy Ghats tây được ví như một bức tường lớn chia cắt Kerala với bang Tamil Nadu ở phía đông và chỉ bị gián đoạn ở khu vực đèo Palakkad. Dãy Ghats tây cao trung bình 1.500 m với một số đỉnh núi có thể cao đến 2.500 m. Anamudi là ngọn núi cao nhất Kerala và cả miền Nam Ấn Độ với chiều cao là 2.695 m.
Ngược lại với phía đông, vùng bờ biển miền tây Kerala có địa hình tương đối thấp và bằng phẳng. Vùng đầm phá Kerala là thắng cảnh nổi bật của bang với một hệ thống đầm phá, sông hồ và kênh rạch nước lợ được kết nối với nhau dày đặc. Hồ Vembanad là hồ nước lớn nhất Kerala và rộng tới 200 km². Mặc dù chỉ chiếm 1% diện tích Ấn Độ nhưng Kerala sở hữu tới 8% đường giao thông thủy của nước này.
Kerala có tổng cộng 44 con sông, 41 sông chảy về phía tây còn 3 sông chảy về phía đông. Trong số đó những con sông dài nhất là sông Periyar (244 km), sông Bharathapuzha (209 km) và sông Pamba (176 km). Độ dài trung bình các con sông ở Kerala là 64 km, hầu hết là sông nhỏ và phụ thuộc vào nước mưa do gió mùa mang đến. Sông ngòi ở Kerala dễ chịu tác động từ các hoạt động khai thác khoáng sản và cát của con người. Những thiên tai mà Kerala thường gặp phải bao gồm lở đất, lũ lụt và hạn hán. Bang Kerala cũng chịu nhiều thiệt hại trong trận động đất và sóng thần Ấn Độ Dương 2004.

### Khí hậu
Kerala có khí hậu xích đạo. Bang có nhiệt độ cao quanh năm với nhiệt độ trung bình năm dao động trong khoảng 25,0-27,5 °C ở vùng đồng bằng ven biển phía tây và 20,0-22,5 °C ở vùng núi phía đông. Bang này có khoảng 120-140 ngày mưa mỗi năm. Khí hậu của Kerala ẩm do chịu ảnh hưởng của biển và hai đợt gió mùa tây nam và đông bắc. Khoảng 65% lượng mưa của Kerala được ghi nhận trong thời gian từ tháng 6 đến tháng 8 khi gió mùa tây nam hoạt động. Dãy Ghats tây có ảnh hưởng lớn đến khí hậu của bang Kerala. Khi gió mùa tây nam từ biển Ả Rập thổi vào Ấn Độ, nó va phải dãy núi cao chắn ở miền đông Kerala và khiến bang này trở thành nơi đầu tiên ở Ấn Độ nhận được mưa. Trong khi đó, gió mùa đông bắc thổi xuống từ miền bắc Ấn Độ cũng mang đến hơi ẩm do nó đi qua vịnh Bengal. Tuy nhiên, dãy Ghats tây lại ngăn gió mùa đông bắc xuống tới Kerala nên lúc này chỉ một phần nhỏ của bang ở phía nam là nhận được mưa. Lượng mưa trung bình hàng năm của Kerala là 2.923 mm.

## Hành chính

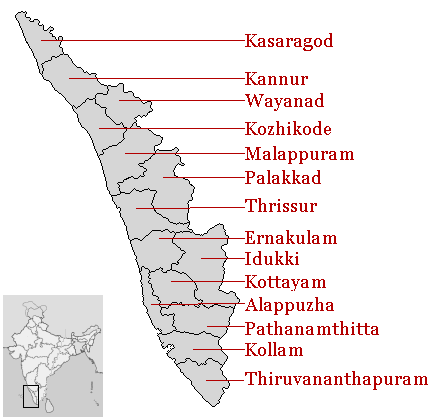
Bản đồ 14 huyện của bang Kerala

Toàn bộ bang Kerala được chia thành 14 huyện. Các huyện lại được chia thành 75 xã ("taluk") và dưới xã là 1453 làng.
Danh sách 14 huyện của bang Kerala:
1. Alappuzha
2. Ernakulam
3. Idukki
4. Kannur
5. Kasaragod
6. Kollam
7. Kottayam
8. Kozhikode
9. Malappuram
10. Palakkad
11. Pathanamthitta
12. Thiruvananthapuram
13. Thrissur
14. Wayanad

## Chính trị

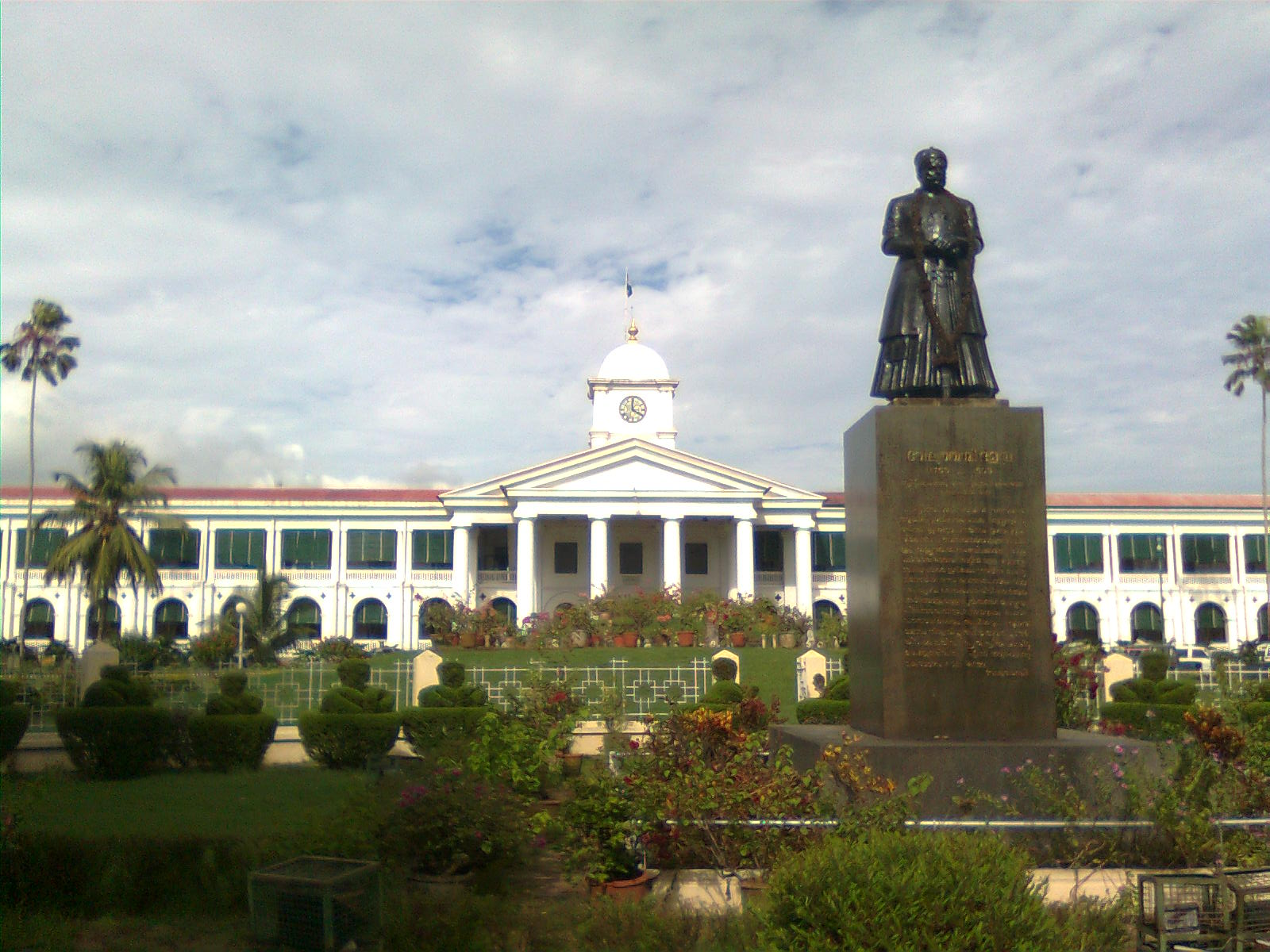
Tòa nhà của chính quyền bang Kerala

Theo Hiến pháp Ấn Độ, chính quyền bang Kerala được tổ chức theo thể chế Đại nghị với hình thức dân chủ đại nghị. Mọi công dân đều được hưởng quyền phổ thông đầu phiếu.
Chính quyền bang Kerala được tổ chức thành ba nhánh:
- Lập pháp: Nghị viện của Kerala có hình thức đơn viện (chỉ có một viện duy nhất) được gọi là Niyamasabha. Người dân Kerala bầu ra 140 ghế trong Nghị viện.[61] Sau đó, các đại biểu trúng cử tiếp tục bầu ra Chủ tịch và Phó chủ tịch Nghị viện. Mỗi phiên họp Nghị viện đều có sự tham gia của Chủ tịch Nghị viện và trong trường hợp người này vắng mặt thì Phó chủ tịch sẽ thay thế. Bang Kerala có 20 ghế trong Lok Sabha và 9 ghế trong Rajya Sabha của Quốc hội Ấn Độ.[62]
- Hành pháp: Thống đốc Kerala là nguyên thủ của bang và do Tổng thống Ấn Độ bổ nhiệm.[63] Đứng đầu hệ thống hành pháp của Kerala là chức Thủ tịch Bộ trưởng (Chief Minister). Chức vụ này do Thống đốc chỉ định lãnh đạo của đảng chiếm đa số trong Nghị viện nắm. Hội đồng Bổ trưởng cũng được thống đốc chỉ định với sự tham vấn của Thủ tịch Bộ trưởng. Nhánh hành pháp của Kerala được đặt tại thủ phủ Thiruvananthapuram.
- Tư pháp: bao gồm Tòa cấp cao Kerala và hệ thống các toà án cấp dưới.[64] Tòa cấp cao của Kerala được đặt tại thành phố Kochi,[65] bao gồm 1 thẩm phán trưởng, 23 thẩm phán thường trực và 7 thẩm phán lâm thời.[66] Tòa cấp cao Kerala có thẩm quyền xét xử đối với lãnh thổ liên hiệp Lakshadweep.[67][68]

## Kinh tế

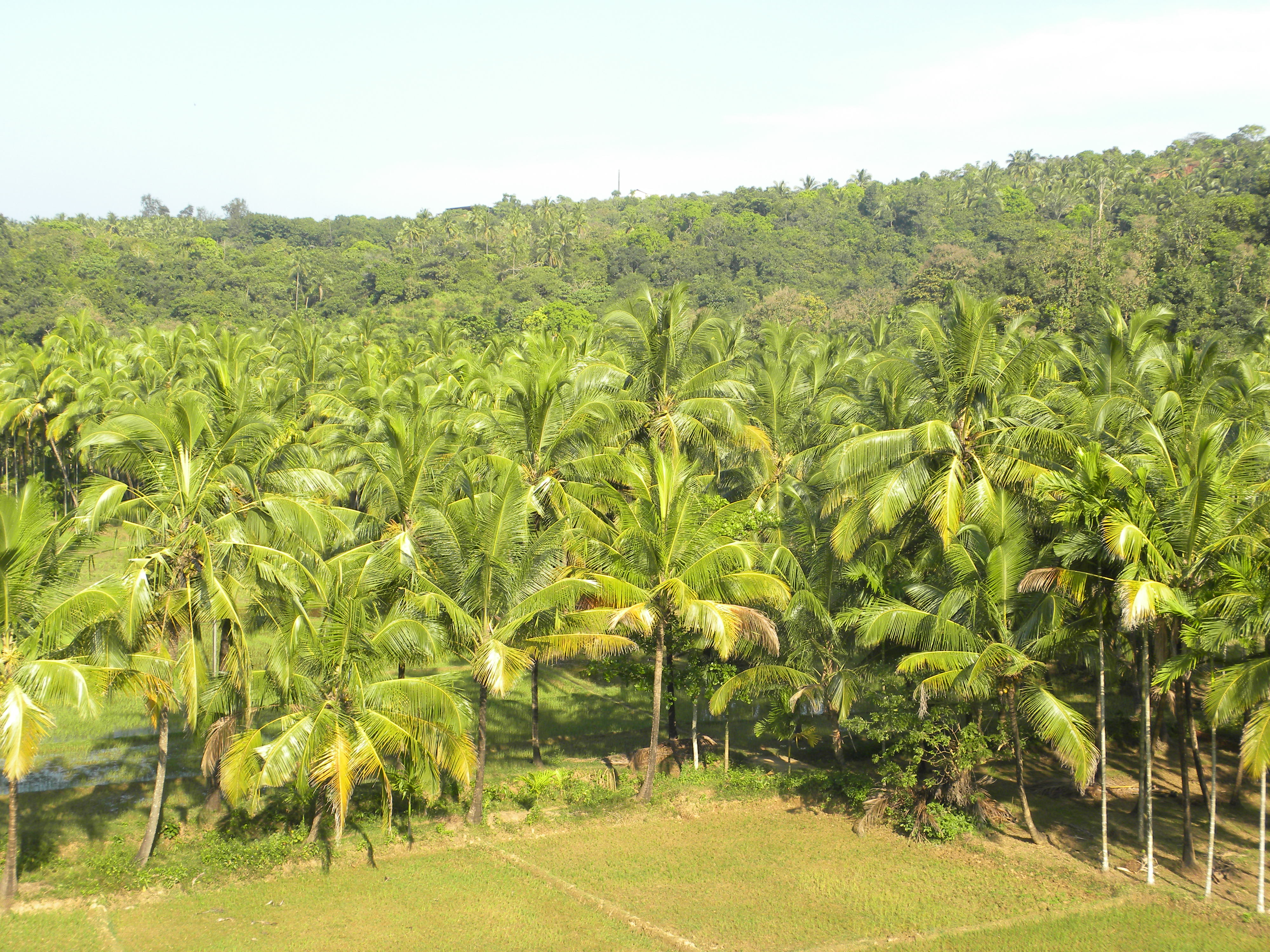
Vườn dừa, khung cảnh phổ biến ở bang Kerala

Sau khi Ấn Độ giành được độc lập, kinh tế Kerala được định hướng theo mô hình chủ nghĩa xã hội dân chủ. Từ thập niên 1990, nền kinh tế dần được tự do hóa dẫn đến tăng trưởng kinh tế cao hơn và tạo ra nhiều công ăn việc làm hơn. Kinh tế Kerala tương đối phụ thuộc vào nguồn kiều hối của người Kerala làm việc ở các nước vùng Vịnh gửi về.
Nông nghiệp mang lại việc làm cho gần một nửa lao động tại Kerala. Gạo là loại cây lương thực được trồng phổ biến. Bên cạnh đó, những sản phẩm nông nghiệp quan trọng khác Kerala là dừa, chè, cà phê, cao su, hồ tiêu và nhiều loại gia vị (ớt, bạch đậu khấu, nhục đậu khấu, vani, quế). Từ xa xưa, Kerala đã nổi tiếng là nơi trồng nhiều hương liệu và đến nay vẫn được mệnh danh là "vườn gia vị của Ấn Độ".
Các ngành thủ công nghiệp truyền thống của Kerala là sản xuất xơ dừa, khung cửi và nhiều sản phẩm thủ công mỹ nghệ. Công nghiệp và xây dựng đóng góp khoảng 21% vào GDP của bang Kerala, trong khi dịch vụ chiếm khoảng 63% và chủ yếu gồm các lĩnh vực như giao thông, du lịch, viễn thông, ngân hàng, bảo hiểm và bất động sản. Những năm gần đây, Kerala tập trung phát triển ngành công nghệ thông tin và thu hút nhiều doanh nghiệp lớn về phần mềm như Infosys, Oracle, Tata Consultancy Services đặt văn phòng tại bang.

## Nhân khẩu

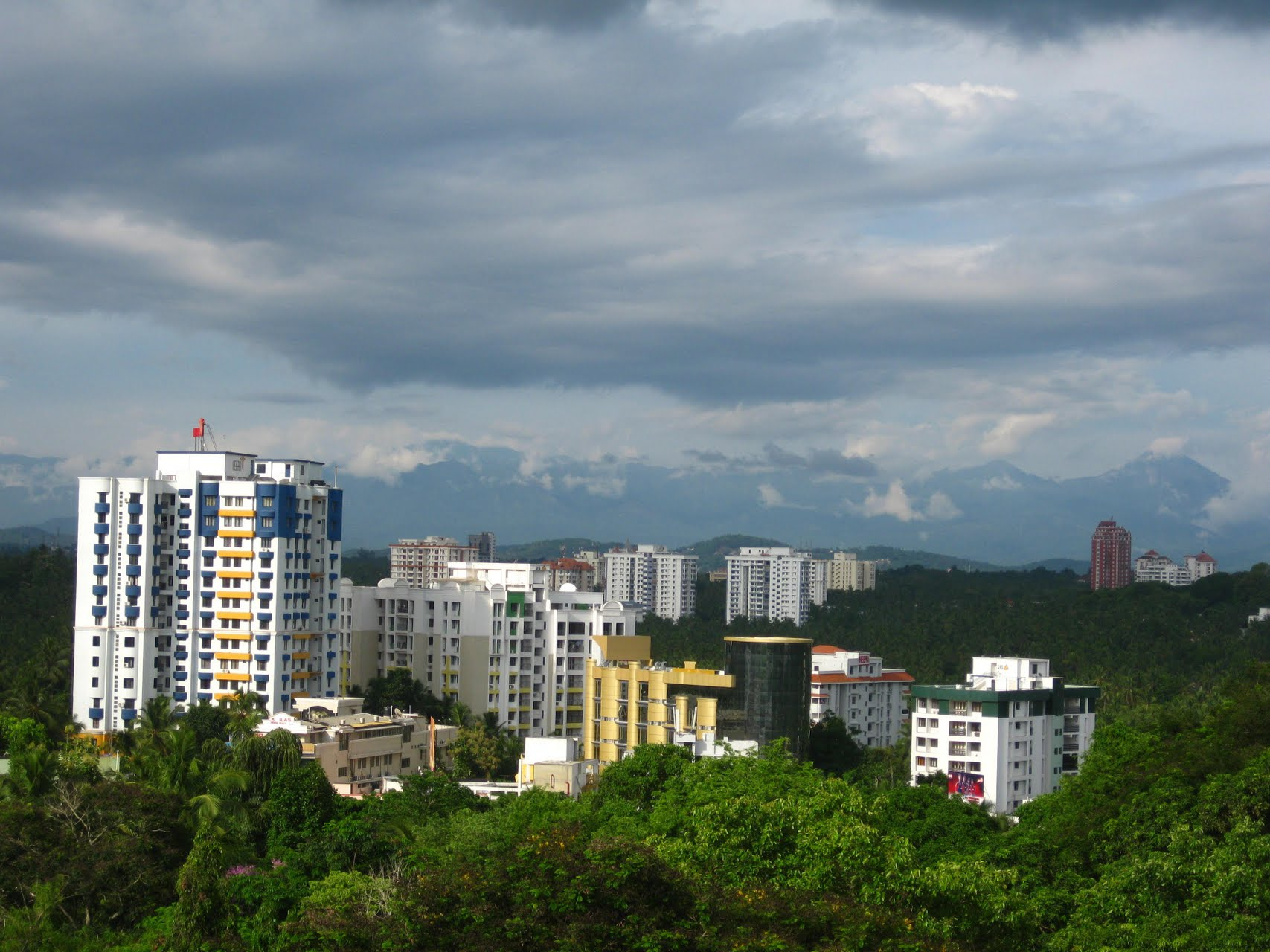
Thành phố Thiruvananthapuram

Theo điều tra dân số năm 2011 của Ấn Độ, dân số của Kerala là 33.388.000 người. Kerala chiếm 2,76% tổng dân số Ấn Độ. Thiruvananthapuram là thành phố đông dân nhất của bang.
Mật độ dân số của Kerala khá cao, lên tới 859 người/km² vào năm 2011, tức cao hơn gấp đôi mức trung bình cả nước là 370 người/km². Trong khi vùng ven biển mật độ dân số có thể lên đến hơn 2000 người/km² thì vùng đồi núi ở phía đông dân cư tương đối thưa thớt.
Tiếng Malayalam là ngôn ngữ chính thức của bang Kerala. Ngoài ra, cư dân Kerala còn nói một số ngôn ngữ khác như tiếng Tamil, tiếng Kannada, tiếng Konkan.
Kerala được coi là một trong những nơi mà phụ nữ được đối xử bình đẳng nhất ở Ấn Độ, một phần do hoàn cảnh lịch sử riêng biệt của bang này. Bang Kerala có truyền thống mẫu hệ từ xưa, nhờ đó người mẹ hoàn toàn có thể trở thành người chủ của gia đình. Những đoàn truyền giáo của phương Tây trong lịch sử còn góp phần xây dựng trường học cho trẻ em gái thuộc các gia đình nghèo, mở rộng cơ hội học hành cho người phụ nữ Kerala. Kết quả là phụ nữ ở Kerala có nhiều cơ hội học hành và làm việc hơn, dù vẫn chưa đạt được sự bình đẳng toàn diện so với nam giới.

### Chỉ số phát triển con người
Kerala là bang có Chỉ số phát triển con người (HDI) cao nhất tại Ấn Độ. Năm 2011, HDI của Kerala đạt 0,625 (so với mức trung bình của Ấn Độ là 0,504) và được xếp vào nhóm các bang có HDI thuộc nhóm "trung bình". Từ thế kỷ 19, chính quyền Kerala đã đầu tư nhiều vào phổ cập giáo dục tiểu học và chăm sóc sức khỏe toàn dân. Truyền thống này vẫn được tiếp tục sau khi Ấn Độ giành độc lập và nhờ đó, Kerala ngày nay là bang có tỷ lệ biết chữ đứng đầu Ấn Độ (đạt 93,91% năm 2011).

### Tôn giáo
Theo điều tra dân số năm 2011, 54,73% người dân Kerala theo Ấn Độ giáo, 26,56% theo Hồi giáo và 18,38% theo Kitô giáo.
Nhờ vị trí quan trọng trong giao thương của Ấn Độ với nước ngoài, bang Kerala sớm tiếp nhận nhiều tôn giáo khác nhau. Phật giáo từng có thời thịnh hành tại Kerala dưới thời vua Ashoka nhưng đã suy tàn và biến mất hẳn vào thế kỷ 12.

## Văn hóa

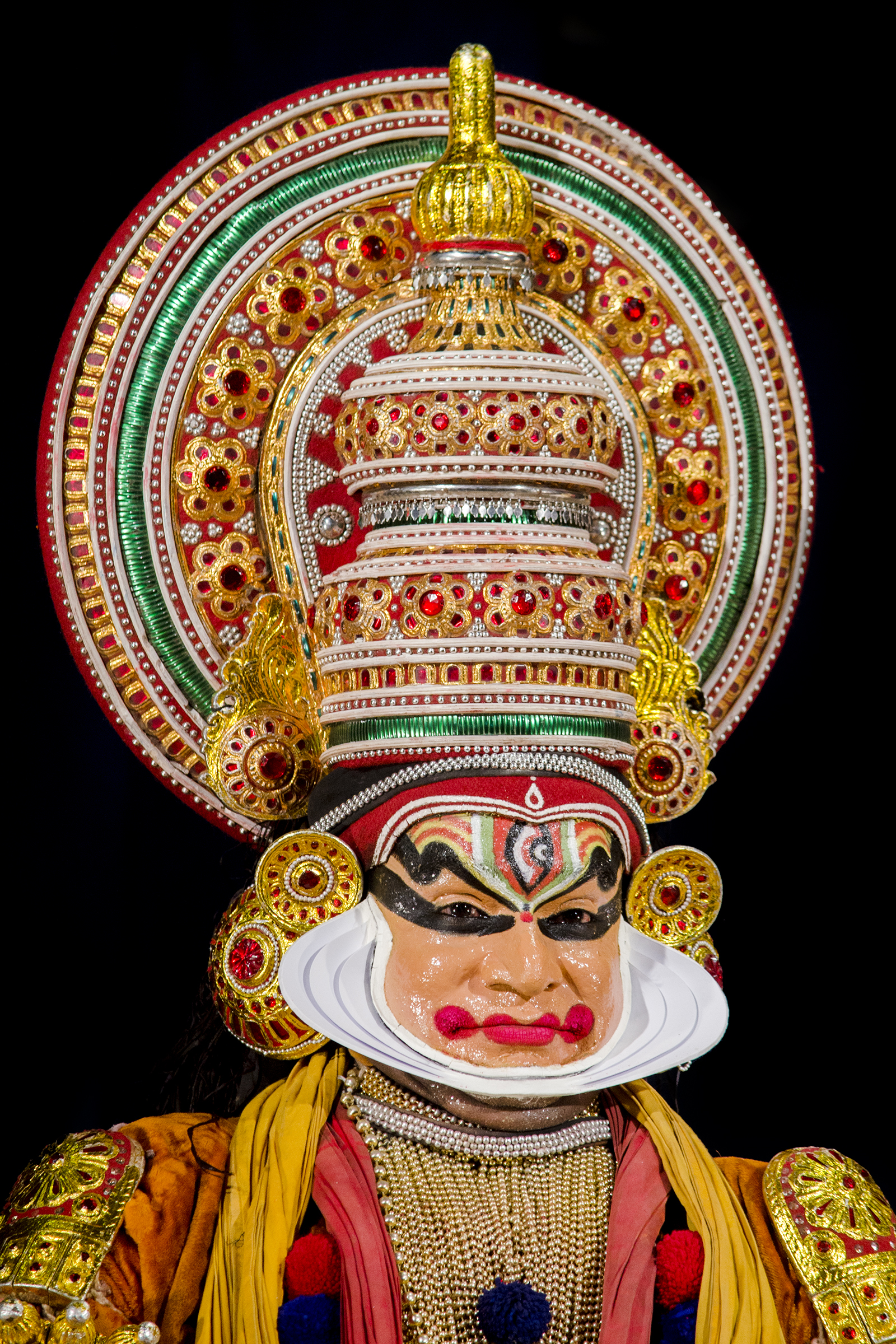
Một nghệ nhân múa Kathakali

Bang Kerala là nơi giao hòa của hai luồng văn hóa lớn của Ấn Độ: văn hóa của người Ấn-Arya của Bắc Ấn và người Dravida miền Nam Ấn. Sự hòa trộn đó được người dân Kerala mà đại bộ phận là dân tộc Malayali bảo tồn và phát triển. Dãy núi Ghats Tây tạo thành một bức bình phong ngăn cách Kerala với các phần khác của Ấn Độ, góp phần tạo điều kiện cho bang này phát triển những nét văn hóa đặc trưng riêng.
Bang Kerala có nhiều đền đài, mỗi ngôi đền lại gắn với một lễ hội riêng. Một trong những lễ hội nổi bật nhất của bang Kerala là Thrissur Pooram với những đoàn diễu hành voi hoành tráng kèm trình diễn pháo hoa. Còn lễ hội Onam mang đậm dấu ấn nông nghiệp của cư dân Kerala, được tổ chức vào mùa thu hoạch. Onam được quy định chính thức là lễ hội của bang và kéo dài tổng cộng 4 ngày. Trong lễ hội này, người dân Kerala thường trang trí nhà cửa bằng một thảm hoa tươi nhiều màu sắc trên sàn nhà và tham gia các trò chơi truyền thống như đua thuyền.
Nghệ thuật múa truyền thống của Kerala rất phát triển với 5 điệu múa cổ điển là Kathakali, Mohiniyattam, Koodiyattom, Thullal và Krishnanattam. Các điệu múa này thường được biểu diễn trong đền thờ và được giới quý tộc bảo trợ. Múa Kathakali nổi tiếng bởi hình ảnh các vũ công biểu diễn cùng trang phục và lớp trang điểm cầu kỳ, sặc sỡ.
Về điện ảnh, Kerala là quê hương của dòng phim nói tiếng Malayalam, một bộ phận quan trọng của nền điện ảnh Ấn Độ.